# Pixie (racconto)
Pixie è un breve racconto scritto dallo statunitense Matthew Lipman e appartenente al curricolo Philosophy for Children.
La prima pubblicazione è avvenuta nel 1981 negli Stati Uniti. È stato pubblicato, invece, per la prima volta in Italia nel maggio 1999.
La collana propone un ciclo di lettura di sette racconti dalla scuola dell'infanzia alla scuola secondaria di secondo grado. Il racconto è la quarta opera, in ordine di lettura, del ciclo Philosophy for Children, preceduto da Mark (1980) e seguito da Kio & Gus (1982).
È destinato nel dettaglio alla IV e alla V classe della scuola primaria. Il programma comprende i relativi manuali, i quali chiariscono le principali questioni filosofiche del racconto ed offrono esercizi, spunti per la discussione e suggerimenti didattici.
I temi principali trattati sono: lo stimolo della curiosità, l'indecisione, il mito e il mistero.
Il racconto è stato tradotto in molte lingue.

## Trama
Pixie è una bambina espansiva e loquace che vive con la mamma, il papà e la sorella Miranda. La sua classe ha in programma una gita allo zoo e il maestro chiede a tutti gli allievi di inventare una storia ispirandosi allo zoo e di scegliere una creatura misteriosa da tenere segreta da inserire nella storia.
Nel racconto si narrano i giorni che precedono la gita e si descrivono alcuni episodi particolari in cui Pixie, assieme alla sua famiglia o ai suoi amici, riflette, fa congetture e discute su differenti temi e concetti. Tra i momenti quotidiani riportati vi sono i momenti di convivialità in casa, i litigi frequenti con la sorella e i pomeriggi a casa dell'amica Isabella. Si descrivono anche i momenti che Pixie vive in classe, dove la protagonista trova terreno fertile per le sue osservazioni e considerazioni, soprattutto con il maestro e il compagno Bruno.
La classe, quindi, va in gita allo zoo e per la prima volta Pixie osserva Bruno parlare. Bruno è un bambino silenzioso che parla solo con gli animali perché con il tempo si è accorto di come gli altri uomini siano soliti parlargli sopra e non ascoltarlo.
Allo zoo Pixie è l'unica bambina che non riesce a trovare il suo animale misterioso, ovvero il mammifero. Decide di allontanarsi dal gruppo per cercarlo da sola e dopo poco viene raggiunta dalla classe e dal maestro che le spiegano che il mammifero non è un animale, bensì una classe. Si interrogano, quindi, se il mammifero sia allora reale o meno visto che è solo una classe.
Dopo la gita lei e Miranda si ammalano e sono costrette a stare a casa cinque giorni. Pixie è triste perché non può ascoltare le storie dei suoi compagni e non può raccontare la sua. Invita, quindi, Isabella e altri compagni di classe a casa per raccontare loro la propria storia.
Pixie, una volta guarita, torna a scuola e i suoi compagni le mostrano una grande sorpresa che hanno preparato appositamente per lei: la classe ha messo in scena una rappresentazione teatrale in quattro atti, ispirata alla storia della stessa Pixie, sull'origine della terra e degli uomini.
La storia si conclude con un altro interrogativo su cui riflettere, ovvero "Come fa un uomo a sapere qualcosa?"

## Personaggi
Pixie
La protagonista del racconto. È una bambina eloquente e vivace che crea spesso momenti di discussione e riflessione sia a casa che a scuola.
Miranda
È la sorella maggiore della protagonista. Lei e Pixie sono due personalità diverse, lo spiega la stessa protagonista raccontando come Miranda, a differenza sua, non veda problemi da nessuna parte e non abbia un proprio interesse per le domande.
Bruno
È un compagno di classe di Pixie; non parla con le persone, ma soltanto con gli animali. Lui stesso spiega di non parlare con gli uomini dato che negli anni si è accorto di come loro gli parlino sempre sopra o non gli prestino attenzione.
Isabella
È una compagna di classe della protagonista. Lei e Pixie sono migliori amiche e la stessa Pixie racconta che le piace Isabella perché loro due si somigliano in tutte le cose che le piacciono di sé stessa e sono diverse nelle cose che non le piacciono di sé stessa.
Maestro
Mamma e papà
Altri compagni: Tommaso, Nello, Caterina, Vilma, Enrico, Gianna, Roberto, Gerardo

## Edizioni
- (CA) Matthew Lipman, Pimi, traduzione di Josep-Maria Terricabras, 1989, ISBN 9788476026977.
- (FR) Matthew Lipman, Pixie, traduzione di Arséne Richard, 1983, ISBN 9782760001671.
- (DE) Matthew Lipman, Das geheimnisvolle Wesen, traduzione di Daniela G. Camhy, 2007, ISBN 9783896654380.
- (ES) Matthew Lipman, Pixi, traduzione di Walter O. Kohan and Vera Waksman, 2000.